# Kedungan
Kedungan is een bestuurslaag in het regentschap Klaten van de provincie Midden-Java, Indonesië. Kedungan telt 2476 inwoners (volkstelling 2010).